# Controversia de los 10 agorot

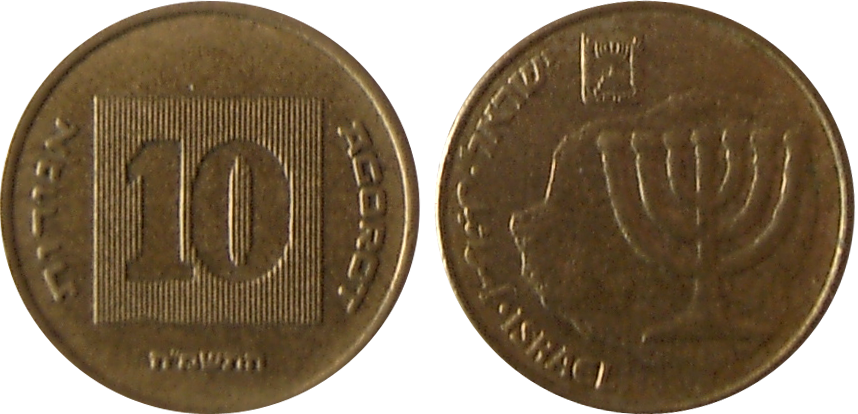
Moneda de 10 agorot.

El término controversia de los 10 agorot se refiere a una teoría de la conspiración promovida por el presidente de la Organización para la Liberación de Palestina, Yasser Arafat, en una sesión convocada especial del Consejo de Seguridad de la ONU en Ginebra, el 25 de mayo de 1990. En la sesión, Arafat afirmó que el diseño del anverso de una moneda de diez agorot (diez céntimos de shekel) israelí mostraba un mapa del "Gran Israel", que representaba los supuestos objetivos expansionistas sionistas.
Para apoyar sus afirmaciones, Arafat citaba un documento elaborado por Gwyn Rowley de la Universidad de Sheffield, publicado en GeoJournal. El escrito, titulado «Perspectivas en desarrollo a partir del terreno de Israel: valoración superficial», planteaba la cuestión de cuál era la extensión máxima territorial de Eretz Israel, en opinión de los israelíes. En el marco de esta investigación, Rowley presentaba un mapa de la Oriente Medio con un contorno superpuesto sobre la base del modelo en relieve de una contemporánea moneda de 10 agorot. En el texto, Rowley conjeturó:

Mientras que Israel nunca ha definido formalmente sus fronteras, esto una posible indicación de ambiciones territoriales más amplias, que podrían ser vistas en la moneda israelí de diez agorot, que lleva un mapa que al parecer representa a un área que se extendería hasta  las actuales Ammán, Beirut, Bagdad, Damasco y la parte norte de Arabia Saudita. Esta misma representación territorial se realizó en la anterior moneda de 1 shékel.

S.M. Berkowicz, del Departamento de Geografía Física de la Universidad Hebrea de Jerusalén, criticó el escrito de Rowley en un artículo posterior, también publicado por GeoJournal. Berkowicz concluyó que la forma se basaba en una antigua moneda y que «Hay un supuesto sin fundamento en la reivindicación indocumentada de Rowley.» Rowley respondió entonces que la moneda podría haber sido elegida debido a su forma en el mapa.
Las reclamaciones de Arafat en Ginebra generaron una cobertura mediática mundial generalizada.
El Banco de Israel sostiene que el diseño de los 10 agorot fue seleccionado por su valor histórico, y es una «réplica de una moneda emitida por Antígono Matatías (37-40 a.C.) con el candelabro de siete brazos.»
El diseño, de Nathan Karp, apareció por primera vez en la moneda de 100 shékels, emitida por el Banco de Israel el 2 de mayo de 1984. Cuando la antigua moneda shékel fue reemplazada por el nuevo shékel en septiembre de 1985, el diseño fue copiado a la nueva moneda de 10 agorot, que era de igual valor que la antigua de 100 shékel. Este diseño también fue adoptado como el símbolo del Banco de Israel.